# Die bunte Seite des Monds
Die bunte Seite des Monds (OT: Over the Moon) ist ein US-amerikanischer Computeranimationsfilm von Regisseur Glen Keane mit Co-Regisseur John Kahrs aus dem Jahr 2020. Der Fantasy- und Musicalfilm wurde von Pearl Studio und Netflix Animation produziert und von Sony Pictures Imageworks animiert. Der Film wurde am 23. Oktober 2020 auf Netflix veröffentlicht und erhielt einen eingeschränkten Kinostart.

## Handlung
Fei Fei lauscht als Kind gebannt den Erzählungen ihrer Mutter über die Mondgöttin Chang’e, die einen Unsterblichkeitstrank einnahm und zum Mond aufstieg, wo sie heute noch auf ihren Mann Houyi wartet. Fei Fei und ihre Familie betreiben eine Bäckerei und stellen die besten Mondkuchen für das Mondfest her. Fei Feis Mutter erkrankt wenig später. Kurz vor ihrem Tod schenkt sie Fei Fei einen kleinen Hasen namens Bungee.
Vier Jahre später glaubt Fei Fei immer noch an die Geschichte der Mondgöttin. Als ihr Vater eine neue Verlobte mit nach Hause bringt, ist Fei Fei entsetzt. Weder mag sie Ms. Zhong noch ihren nervigen Sohn Chin, der glaubt, er könne durch Wände gehen. Auch glauben sie nicht an die Geschichte von Chang’e. Sie beschließt, Chang’es Existenz zu beweisen, und entwirft eine Rakete, die von einer Magnetschwebebahn sowie einer Himmelslaterne inspiriert ist. Als Form wählt sie einen Mondhasen. Ihr Experiment scheint zu funktionieren und sie fliegt zum Mond. Doch Chin hat sich in die Rakete eingeschlichen. Sein Gewicht hatte Fei Fei nicht berechnet und so stürzt die Rakete wieder Richtung Erde.
Ein Lichtstrahl rettet die beiden und bringt sie nach Lunaria, wo sie von Chang’e und ihren Tänzern erwartet wird. Chang’e erwartet von den Neuankömmlingen ein Geschenk, aber Fei Fei weiß nicht, was die Mondgöttin meint. Chang’e wartet sehnsüchtig auf das Geschenk, denn sie benötigt es, um ihren Unsterblichkeitsfluch zu brechen, um wieder mit Houyi vereint zu sein. Die Zeit drängt, denn sie benötigt es vor dem Mondfest, wenn der Mond wieder kleiner wird. So ruft sie einen Wettbewerb aus.
Fei Fei ist sauer auf Chin und beschließt, sich alleine zu ihrem Landepunkt aufzumachen. Unterwegs trifft sie auf mehrere Lunettes auf Motorrädern, mit denen sie versucht gemeinsame Sache zu machen. Derweil versucht Chin an ein Foto der Mondgöttin zu gelangen. Die beiden spielen eine Runde Tischtennis, jedoch nach Mondregeln. Dennoch gelingt es Chin, die Göttin zu besiegen. Diese bricht jedoch ihr Versprechen und sperrt ihn stattdessen ein. Währenddessen gelingt es Fei Fei, etwas zu finden, was sie für das Geschenk hält: eine Chang’e-Puppe. Sie kämpft jedoch mit den Lunettes um diese Puppe, die dabei zerstört wird. Schließlich trifft sie auf den Lunarianer Gobi, der von Chang’e verstoßen wurde, weil er ein Lied sang, das der Mondgöttin missfiel. Gemeinsam entdecken sie ein Stück Jade in einem Mondkuchen, den Fei Fei mitgebracht hatte.
Zurück im Palast treffen sich alle wieder. Chang’e beschwört Houyi mit der Jade, der jedoch nur kurz erscheint. Er sagt seiner Geliebten, er wäre gestorben und könne nicht mehr bleiben. Sie solle versuchen ohne ihn klarzukommen. Anschließend verschwindet er wieder. Daraufhin reagiert Chang’e mit Depression und alle Lichter auf dem Mond erlöschen. Dies gefährdet das Leben der Lunarier. Fei Fei versucht sich Chang’e zu nähern, da hat sie selbst eine Vision ihrer toten Mutter und versinkt anschließend selbst in Depressionen. Doch ihr wird bewusst, das sie sich von ihren Tragödien lösen muss. Beide bauen sich gegenseitig auf. Als sie den Tod ihrer Lieben akzeptieren, kehrt auch das Licht nach Lunaria zurück.
Chang’e bedankt sich schließlich bei Fei Fei und schickt sie und Chin auf die Erde zurück. Nur Bungee bleibt auf dem Mond. Auch Gobis Verbannung wird aufgelöst. Zurück auf der Erde akzeptiert Fei Fei die neue Partnerin ihres Vaters und auch Chin als ihren Stiefbruder. Ein Jahr später leben alle glücklich zusammen und die Familie bereitet sich auf ein neues Mondfest vor.

## Musik
Der Film ist als Musical angelehnt. Der Soundtrack stammt von Steven Price, die einzelnen Songs wurden von Christopher Curtis, Marjorie Duffield und Helen Park geschrieben. Im Verlaufe der Handlung werden folgende Stücke gesungen:
1. On the Moon Above (Fei Fei, Vater, Mutter) – 1:31
2. Mooncakes (Fei Fei, Vater, Mutter) – 4:19
3. Rocket to the Moon (Fei Fei) – 3:48
4. Rocket to the Moon (Reprise) (Fei Fei) – 2:01
5. Ulraluminary (Chang’e) – 3:20
6. Hey Boy (Chang’e, Chin) – 1:47
7. Wonderful (Gobi, Fei Fei) – 3:37
8. Yours Forever (Reprise) (Chang’e, Houyi) – 2:00
9. Love Someone New (Fei Fei, Chang’e) – 3:36

In Deutschland sang Vanessa Mai eine deutschsprachige Version zu Rocket to the Moon – mit dem Titel Fort von hier – ein.

## Hintergrund
Die bunte Seite des Monds ist der erste Film von Pearl Studio, der nicht von DreamWorks produziert wurde. Pearl Studio heuerte Audrey Wells an, die auf Grundlage der Sage von der Mondgöttin Chang’e und einer Idee von Janet Yang ein Drehbuch erstellte. Audrey Wells verstarb noch vor Vollendung des Projektes 2018 an Krebs, der Film wurde ihr gewidmet.
Regisseur wurde Glen Keane, der mit 60 Jahren als Regisseur eines Langfilms debütierte. Bis 2012 arbeitete er als Animator bei The Walt Disney Company und drehte einige animierte Kurzfilme, darunter den Oscar-Gewinner Dear Basketball (2017). 2019 kaufte Netflix die Rechte an dem Film und unterstützte das Projekt mit ihrer Produktionsgesellschaft Netflix Animation.
Inspirationen für die Mondstadt waren Pink Floyds Album The Dark Side of the Moon sowie Bilder von Joan Miró.
Aufnahmen der Filmmusik fanden in der Synchron Stage Vienna statt.

## Veröffentlichung
Seine Premiere hatte der Film am 17. Oktober 2020 auf dem Montclair Film Festival. Der Film startete am 23. Oktober 2020 in ausgewählten Kinos und wurde an diesem Tag auch weltweit auf Netflix veröffentlicht.

## Synchronisation (Auswahl)
Die FFS Film- und Fernseh-Synchron übernahm die Synchronisation. Manuel Straube war für Dialogbuch und -regie verantwortlich. Die Musikalische Leitung übernahm Thomas Amper.
| Rolle            | englischer Sprecher | deutscher Sprecher  |
| Fei Fei          | Cathy Ang           | Friedel Morgenstern |
| Bill             | Artt Butler         | Tobias Schmidt      |
| Blue Lunette     | Brittany Ishibashi  | Julia Stoepel       |
| Chang’e (Gesang) | Phillipa Soo        | Pia Allgaier        |
| Chang’e (Stimme) | Phillipa Soo        | Manja Doering       |
| Chin             | Robert G. Chiu      | Manik Gaschina      |
| Fei Fei (jung)   | Brycen Hall         | Hedwig Krämer       |
| Gobi             | Ken Jeong           | Tim Sander          |
| Gretch           | Margaret Cho        | Svantje Wascher     |
| Houyi (Gesang)   | Conrad Ricamora     | Pat Lawson          |
| Houyi (Stimme)   | Conrad Ricamora     | Florian Clyde       |

## Rezeption

### Rezensionen
Der Filmdienst urteilte: „Ein Animationsfilm, der sich erzählerisch an der Disney-Tradition orientiert, für die verschiedenen Realitätsebenen mit unterschiedlichen Animationsstilen spielt und ebenso bildgewaltig wie warmherzig von Trauer und der Notwendigkeit des Loslassens erzählt.“
Die Website Kinderfilmwelt vergab drei von fünf Punkten und schrieb: „Der erste Auftritt von Chang’e wirkt wie das Konzert eines selbstverliebten Popstars. Gegen Ende nimmt sich das Animationsmusical dann wieder mehr Zeit für die Entwicklung seiner Heldin und die zentrale Botschaft: Auch nach einem schmerzhaften Verlust muss man loslassen können und neue Menschen in seinem Leben akzeptieren.“
TV Movie schrieb: „Die Macher hätten ruhig ihren Figuren mehr trauen können, dann würde sich der Mittelteil vermutlich auch nicht so langwierig und formelhaft anfühlen. Denn obwohl „Die bunte Seite des Mondes“ viele Animationsfilm-Stereotypen bedient, schafft er es doch mit den beiden wichtigsten Figuren, stets die gewünschten Emotionen hervorzurufen. (…) Unterm Strich ist die Thematik vielleicht zu düster für jüngere Zuschauer – der Rest wird aber einen wirklich guten Animationsfilm zu Gesicht bekommen. Und wer weiß, vielleicht darf Klen Keane ja bald schon den zweiten Oscar in seine Vitrine stellen.“

### Auszeichnungen
| Preis                         | Nominierungen | Auszeichnungen | Land | Verleihung | EN     |
| ----------------------------- | --- | -------------- | ---- | ---------- | ------ |
| Oscar                         | Bester animierter Spielfilm |                | USA  | 2021       | [ 13 ] |
| Golden Globe Award            | Bester Animationsfilm | nein           | USA  | 2021       | [ 14 ] |
| Satellite Award               | Bester Film – Animation oder Mixed Media Bester Filmsong | nein           | USA  | 2020       | [ 15 ] |
| Visual Effects Society Awards | Outstanding Visual Effects in an Animated Feature Outstanding Animated Character in an Animated Feature Outstanding Effects Simulations in an Animated Feature |                | USA  | 2021       | [ 16 ] |